# ضريح قدح الملكي
ضريح قدح الملكي (بالملايوية: Makam Diraja Langgar)‏ مقبرة ملكية في قدح. تقع في لانجار، منطقة كوتا سيتار، قدح، في ماليزيا.

## قائمة القبور

### قبور السلطان
- محمد جوى زين العادلين معظم شاه الثاني (توفي 1778)
- عبد الله مكرم شاه (ت 1797)
- أحمد تاج الدين حليم شاه الثاني (توفي عام 1843)
- زين الراشد المعظم شاه الأول (توفي 1854)
- أحمد تاج الدين مكرم شاه (توفي عام 1879)
- زين الراشد معظم شاه الثاني (ت 1881)
- السلطان عبد الحميد حليم شاه بن السلطان أحمد تاج الدين مكرم شاه (توفي عام 1943)
- سلطان بدلي شاه بن السلطان عبد الحميد حليم شاه (توفي عام 1958)
- السلطان عبد الحليم معظم شاه الحاج بن السلطان بادلي شاه (توفي 2017)